# Ahmed Wasif
Ahmed Wasif, també Ahmed Vâsıf Efendi (+ 1806) fou un historiador i diplomàtic otomà nascut a Bagdad vers 1730/1740.
Fou capturat pels russos al setge de Jeni-Kale (1771) fou enviat a Sant Petersburg; va ser alliberat als 9 mesos per portar una oferta de pau, i es va arribar a un acord de treva signat a Yerögu (1772). Després fou un dels delegats turcs a les converses que van portar al tractat de Küçük Kaynarca el 1774 i a les converses sobre l'estatus dels tàtars de Crimea que van durar fins al 1779. El 1783 fou designat historiador oficial al lloc d'Enweri; va deixar el càrrec el 1787 per anar en ambaixada a Espanya però el va recuperar el 1789 sent cessat el 1791 per ser enviat a negociar el que fou el tractat de Zishtowa (Sistova) amb Àustria. El 1793 va tornar a ser historiador oficial fins al 1794 quan fou destituït i enviat desterrat a Lesbos a causa d'una rivalitat a la cort. El 1799, ja perdonat, fou nomenat per quarta vegada i va morir el desembre de 1806. La seva obra principal és una crònica dels fets del gener de 1751 al setembre de 1774.